# Apple Park
蘋果園區，原稱為Apple Campus 2，位於美國加州庫帕提諾蘋果園區路1號（1 Apple Park Way），土地面積達176英畝（71公頃），是蘋果公司的公司總部新址。當時仍在建設中的蘋果園區於2017年4月向員工開放，取代了於1993年開幕在無限循環1號的原有總部，以解決昔日因舊總部建築不敷使用而需分散各地辦公的問題。
此園區主樓的規模和圓形地面建築設計都是由諾曼·福斯特設計，其空中鳥瞰的圓環形狀結構贏得媒體暱稱其為「宇宙飛船」。其位於郊區的建築採用新未來主義風格，大樓總長度為1.46平方公里，在一棟約0.26平方公里的中央四層圓形建築中容納了12,000多名員工。蘋果公司的聯合創始人史蒂夫·乔布斯希望園區看起來不像商業園區，而是更像一個自然避難所。園區的80%面積由綠地組成，種植了庫比蒂諾地區的耐旱樹木和本土植物，主樓的中央庭院設有人工池塘。建築物頂端鋪設大量太陽能板，供電能力為17 MW（百萬瓦），使得建築可幾乎以太陽能供電。
除了主建築以外，另外還設有兩棟獨立於主建築的研發大樓，以及健身中心和訪客中心等附屬建築。蘋果園區還有一個可容納1,000人的史蒂夫·喬布斯劇院（Steve Jobs Theater），供產品發布會之用，無需如以往要租用其他場地。2019年5月17日，蘋果公司在蘋果園區中庭舉行典禮，宣布園區正式開幕。

## 歷史
2006年4月，蘋果公司時任行政總裁史蒂夫·喬布斯向庫比蒂諾市議會宣布，指該公司已收購了9處毗鄰的物業，以建造該公司第二個園區—Apple Campus 2。蘋果公司透過漢斯有限合夥公司購買所需的物業，該公司至少在某些情況下沒有透露蘋果公司為最終買家的事實；當地一家商業房地產經紀公司的合夥人菲利普斯·馬哈尼（Phillips Mahaney）指出，為了防止成本飆升，同時不向競爭對手透露該公司的計劃，這是試圖安排購買由不同地塊的獨立擁有人組成的連續土地的常見做法。這些房產的賣家包括SummerHill Homes（一塊8英畝或3.2公頃的土地），以及惠普（在庫比蒂諾園區的三座建築）。
新總部的構想是由喬布斯與蘋果公司前首席設計師莊拿芬·伊夫提出的。伊夫是蘋果公司直接選擇為該項目設計，他跟霍朗明密切地合作了五年，二人從玻璃面板到電梯按鈕的設計了每一個細節。直到2008年4月，蘋果公司還尚未申請得到施工所需的許可，因此預計該項目在2010年不會如最初提出的那樣準備就緒；然而，現場的建築物由蘋果公司持有以供其運營。2010年11月，《聖荷西信使報》披露蘋果公司又再購下惠普公司不再使用位於普魯內里奇大道以北的98英畝（40公頃）閒置土地，這個地方曾經是惠普的庫比蒂諾園區，其後來遷到帕羅奧圖。
2011年6月7日，作為蘋果公司時任行政總裁的喬布斯，向庫帕提諾市議會展示新建築及其周圍的建築設計細節。該建築的最初構想由喬布斯提出，並交由諾曼·福斯特設計。喬布斯帶領福斯特前往愛莫利維爾的皮克斯園區參觀由他親自設計的酷似大教堂的建築，建築在設計之時就將所有的設施都置於一個屋檐之下，他在公司新園區的建設上投入了大量的心血。然而，喬布斯在生前並沒有看到施工開始，他於幾個月後的2011年10月5日去世。
2013年10月15日，庫帕提諾市議會經過6個小時的辯論，一致通過了蘋果公司新園區的計劃。此後不久，地面上原建築的拆遷工作開始。原先計劃在2013年破土動工，並於2015年投入使用，但由於延期的關係，在2014年才得以動工。
2017年2月22日，蘋果公司宣布其園區正式命名為「蘋果園區（Apple Park）」，而未來用於舉行發佈會等活動的禮堂被命名為「史蒂夫·喬布斯劇院（Steve Jobs Theater）」。儘管園區施工仍在繼續，園區還是於2017年4月對工人開放。史蒂夫·喬布斯劇院的第一場活動隨後於2017年9月12日舉行。蘋果園區訪客中心（Apple Park Visitor Center）於五天後，即在2017年9月17日開幕。
由於蘋果園區在該地區的存在，周邊的街道迎來了旅遊業的增長，该建筑和公园也是加州和旧金山的主要城市景点之一，隨著當地住屋的房地產價格不斷上漲，經常吸引希望住在鄰近工作場所的蘋果公司員工。

## 地點
蘋果園區位於原本的蘋果公司總部以東約1.2英里處。蘋果公司自1977年以來一直在庫比蒂諾開展業務，這就是該公司決定於該處建廠而不是搬到更便宜和更遠地方的原因。根據具有地下水羽流的超級基金修正及再認可法案，蘋果園區的毗鄰位置有一個受污染的場地。

## 設計和施工
史提夫·喬布斯在2011年10月去世前的最後一次公開露面中被引述說：
|  | 它的中間有一個華麗的庭院，還有更多。這是一個圓形，所以它一直彎曲。這不是以最便宜的方式來構建一些東西。主樓的每一塊玻璃都是彎曲的。我們有機會建造世界上最好的辦公大樓。我真的認為建築系學生要來這裡看看。 |

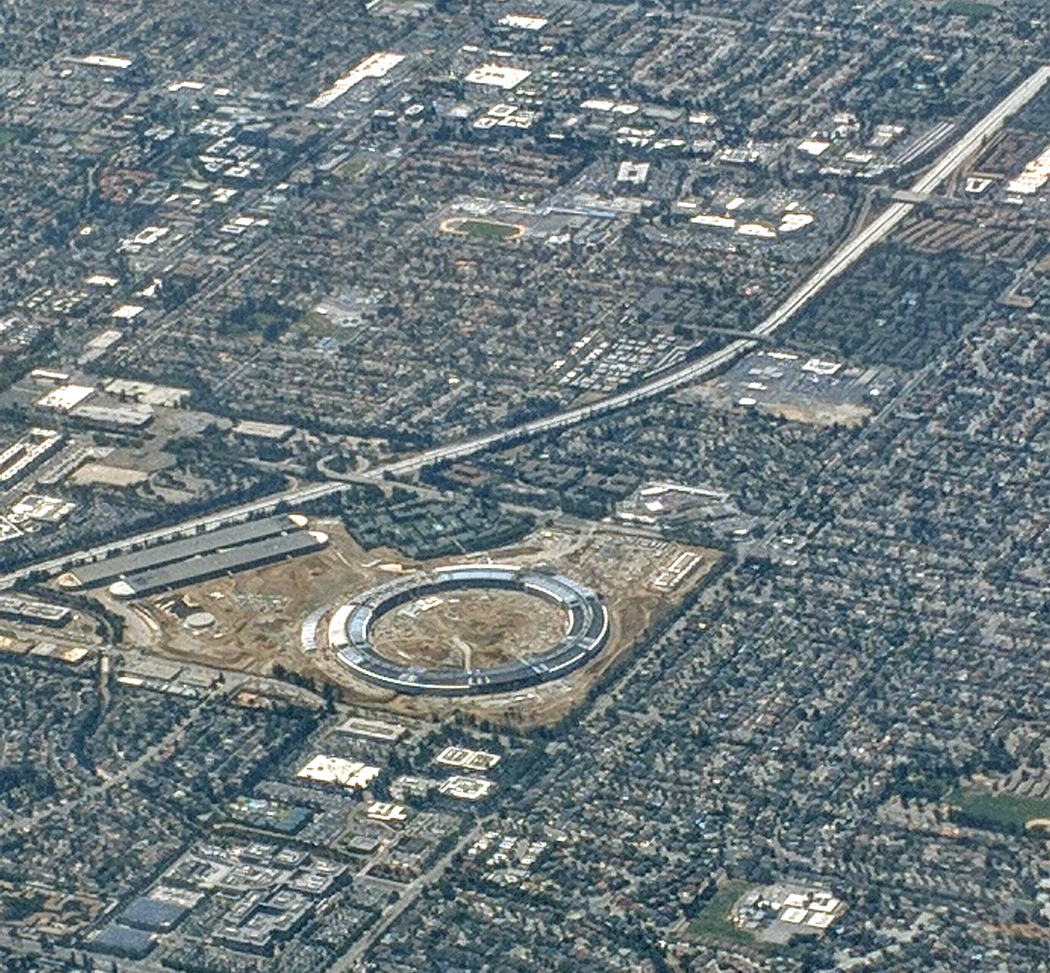
2016年8月施工期間的蘋果園區鳥瞰圖，位於I-280以北（下方）。位於以西1.2英里處的原蘋果公司總部也顯示於右上角。

這標榜為「完美的圓」的環形建築，最初並不是這樣計劃的。每層樓的內圈和外圈都用作步道並保持開放。園區有八座建築物，由九座迷你中庭分隔。園區以圓周1.6公里，其直徑為1,512英尺（461），其圓形建築容納了大多數員工。其樓高四層，地下有三層。蘋果的公司為建築物的所有部分創建了真人大小的模型以分析任何設計問題。
該設計將道路和停車場隱藏在地下。園區只有使用玻璃作為牆壁和看到內園的景色，以及面向建築物外部的景觀。建築中有大約83,000平方英尺（7,700平方）的空間用於會議和分組討論。圓形建築的內部包含一個30-英畝（12-公頃）的公園，公園內有一個池塘、加州果樹和蜿蜒小徑，靈感來自加州果園。喬布斯希望沒有可見的接縫、間隙或畫筆筆觸，以實踐潔淨的合身和表面處理。
所有用於室內傢俱的木材均來自特定種類的楓木，蘋果公司與來自19個國家／地區的建築公司就設計和材料展開合作。大樓以透氣的空心混凝土板充當地板、天花板和暖通空調系統。園區總共使用了4,300塊這樣的木板。一些板塊重量為60,000磅（27公噸）。

### 建造
在施工過程中，這座建築的結構是由DPR／斯堪卡設計的，但由於未公開的原因，他們被免職。魯道夫和斯萊頓和底座施工（Holder Construction）竣工了結構、單位與內部擴建。當時稱為BNBTBuilders的特魯貝克建築（Truebeck Construction）負責外部景觀、史蒂夫喬布斯劇院和健康及健身中心；麥卡錫建築公司（McCarthy Building Companies）建造了停車場；以及，花崗岩建築（Granite Construction）進行了道路拓寬和公用事業工程。門面窗格由巴伐利亞公司西爾有限公司生產。

### 耗資
蘋果園區的土地成本估計為1.6億美元。2011年，蘋果園區前身Apple Campus 2的預算不足$30億美元。然而，2013年的總成本估計接近$50億美元。

### 能源供给
蘋果園區是世界上最節能的建築之一，主樓、史蒂夫·喬布斯劇院與健身中心均獲得能源與環境設計領導的白金認證。在2018年4月的新聞稿中，蘋果公司宣布它已轉為完全由可再生能源供電。安裝在園區屋頂上的太陽能電池板在每天的日照時間下可產生17兆瓦的電力，足以在白天高峰時段提供75%的電力，並使其成為世界上最大的太陽能屋頂之一。其餘在現場利用布鲁姆能源伺服器的燃料電池產生的4兆瓦的電力，那是由生物燃料和天然氣驅動。空氣能夠於建築物的內外之間自由流動，提供自然通風環境，並且在一年中的九個月內不需要使用暖通空調系統。

## 設施

### 咖啡店
園區內有七家咖啡店，最大的是一家三層咖啡店，可容納3,000人就座。它以淺色的石材襯裡沒有金屬支撐的玻璃欄杆，周圍以廣泛的園林綠化環繞著。20,000 sq ft（1,900 m2）的夾層空間可容納600人，室外露台設有1,750個座位，那裡有由專門設計的500張施佩薩爾特實心白橡木製成的餐桌，其大小為長18英尺（5.5米），寬4英尺（1.2米）。該咖啡店每天可供應15,000份午餐。
運動桌和長凳的款式類似於Apple Store的那些。

### 禮堂

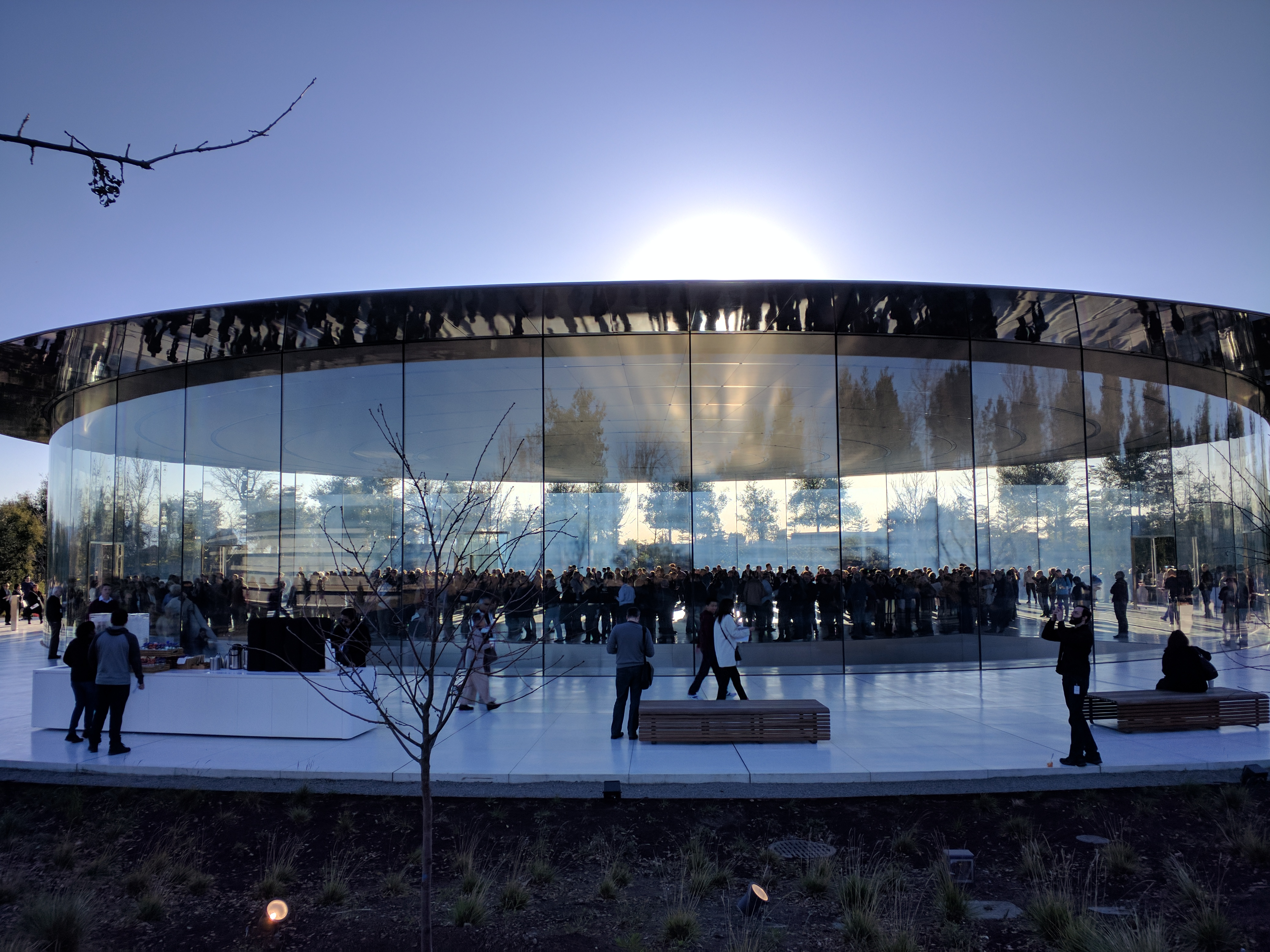
蘋果園區的史蒂夫喬布斯劇院外觀。

禮堂的建築物位於園區一座小山丘的建築物內，它於北丹陶大道（North Tantau Avenue）有350個停車位，還有一條通往禮堂西北部主園區的行人道。禮堂建築物有一個大型地上圓柱形大堂，大堂採用圓柱形玻璃牆，沒有支撐柱，提供園區360°無阻礙的全景視野。樓梯向下通往禮堂。該禮堂的名稱以蘋果公司聯合創始人兼前行政總裁史提夫·喬布斯來命名，該地下的禮堂有1,000個座位，用於蘋果公司的產品發布和舉行新聞發布會。
禮堂建築物的屋頂由44塊相同的80-短噸（73-公噸）碳纖維面板組成，由迪拜公司Premier Composite Technologies提供。每塊面板長70英尺（21米），寬11英尺（3.4米），並與其他面板鎖定在中間。它是世界上最大的碳纖維屋頂和玻璃支撐結構。禮堂建築物還包括一個42-英尺（13-）高的玻璃電梯，能夠從建築物底部旋轉171°至上層大堂。電梯由化學鋼化玻璃製成，那被認為是世界上最高的獨立式玻璃電梯。
禮堂舉行的首場發布會於2017年9月12日舉行，在那裡發布了iPhone 8、iPhone 8 Plus、iPhone X、Apple Watch Series 3和Apple TV 4K。

### 健身中心
佔地100,000-平方英尺（9,300-平方）的健身中心位於園區的西北方，除了健身器材外，健身中心還提供其他設施，如更衣室、淋浴間、洗衣服務和小組會議室。

### 研發設施
研究開發設施包括位於園區南端的兩座300,000平方英尺（28,000平方）的大型建築，可容納2,000多人。每棟建築的頂層都設有由工業設計和人類界面團隊組成的部門，該團隊之前由首席設計師莊拿芬·伊夫領導。

### 護理診所
近年來，蘋果公司開始於聖克拉拉縣開設護理診所，以在該公司的工作場所提供無障礙的醫療保健和促進健康行為。這構想把醫療保健帶入社區增強了包容性，並為大多數公司的傳統醫療保健選擇帶來了實際變化。

### 交通

#### 巴士
乘坐巴士往返的員工將在巴士車站上下車，車站通過兩道白色樓梯通往主園區。聖克拉拉谷交通管理局（VTA）也為該範圍提供服務，該機構經營從庫比蒂諾到附近城市的當地巴士服務。跟VTA合作為園區提供服務的著名交通顧問賈勒特·沃克由於使用公共交通上的不便而批評園區的設計。

#### 汽車
停車場位於地下和兩個可容納約14,200名員工的大型停車場。庫比蒂諾法規要求至少有11,000個停車位，當中700個設有電動汽車充电桩。
地下停車場設有2,000個停車位，由管理交通和停車位的傳感器和應用程式管理。

#### 單車
園區內有1,000輛單車供員工四處走走，在佔地175-英畝（71-公頃）的園區內擁有數英里的單車徑道和慢跑徑道。地下停車場還有2,000個額外的單車停泊位。

### 访客中心

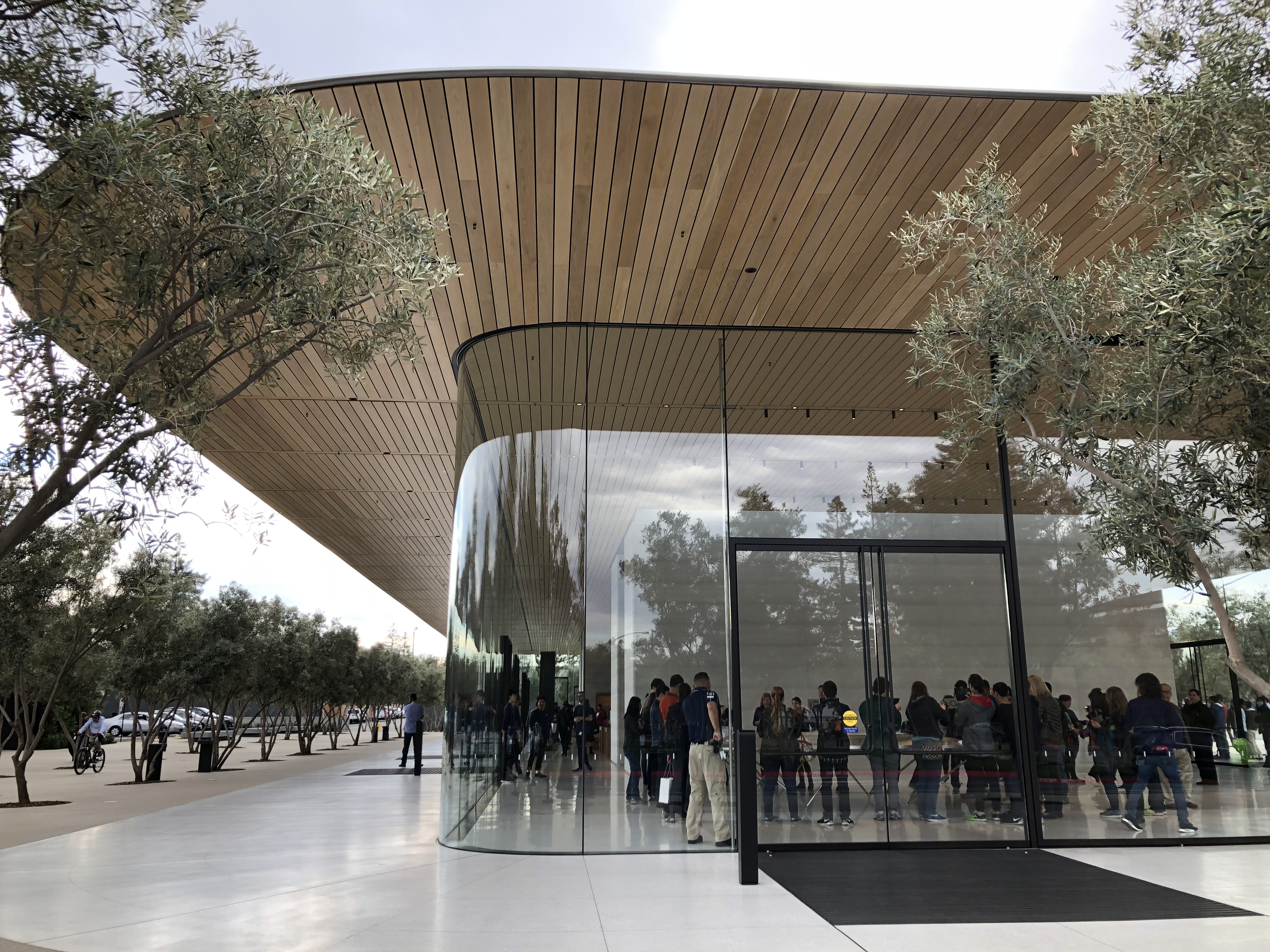
園區內的訪客中心外觀。

蘋果園區外設置了獨立的訪客中心供訪客了解園區的建築，那是一座20,135-平方英尺（1,870.6-平方）的兩層樓高建築，它有四個主要區域：
- Apple Store[71]，該店銷售其品牌的紀念商品並不會於一般蘋果商店出售（如T恤、帽子、手提包、明信片）[72]，但並不會有「Today at Apple」活動或提供Genius Bar服務；
- 一家2,386-平方英尺（221.7-平方）的咖啡廳；
- 一個展覽空間，目前展示了具有擴增實境功能（AR技術）的蘋果園區3D模型，以及
- 一個俯瞰園區的屋頂露台。

它於2017年11月17日向公眾開放。該中心的估計成本為$8,000萬美元。該物業位於坦陶的10600 N（坦陶與普魯內里奇的東北角），在園區對面馬路的對面，毗鄰聖克拉拉住宅區。其地下停車場擁有近700個車位，估計耗資$2,600萬美元。訪客中心是園區訪客唯一允許參觀的部分。

## 地面

### 園林綠化

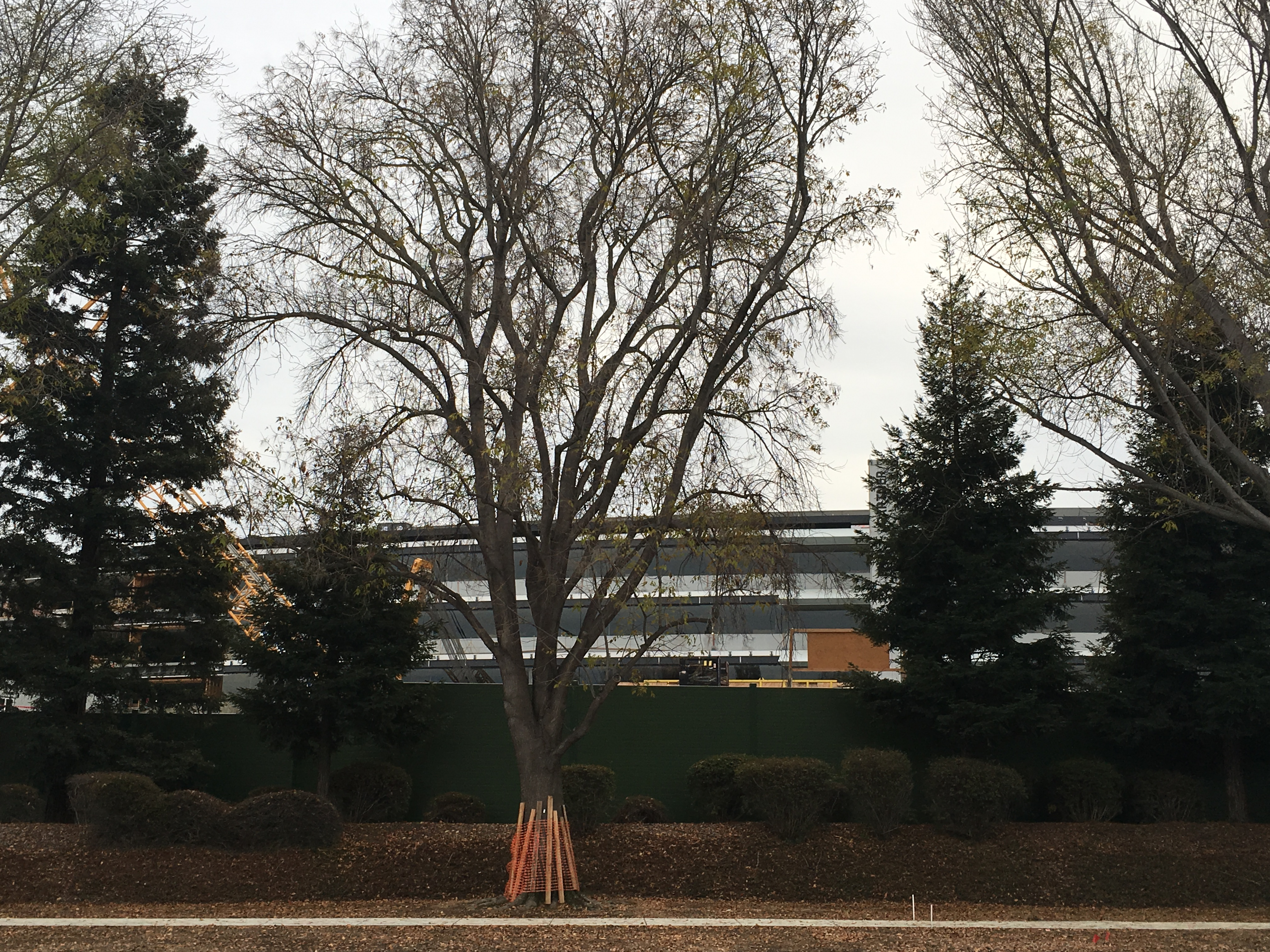
建設中的園區，攝於2016年1月。

園區的80%由綠地組成，主樓中間寬敞的庭院種植了杏、橄欖和蘋果園，以及咖啡店附近的藥草園。為了園區的園林綠化而選擇的其他植物都是耐旱的，園區使用再生水來澆灌植物。
2010年，喬布斯得知史丹福盤附近橡樹的質量後，他要求工作人員尋覓照顧它們的樹藝師。蘋果公司於2011年聘得樹藝師戴夫·馬弗利（Dave Muffly）為蘋果園區附近培育加州自然環境。蘋果園區內有9,000棵樹，其中有309個品種為本土樹種。種植的樹木有橡樹稀樹草原、橡木和一些果樹，包括杏、蘋果、梅子、櫻桃和柿子。額外的15英畝（6公頃）土地用作加州本土草原。蘋果品種的代表包括金冠蘋果、翠玉蘋果、格拉文斯頓蘋果及秋蜜蘋果，但值得注意的是旭蘋果卻不在列。
在馬弗利開始認真工作後，他意識到4,000棵現有的樹木中可用的不足100棵。這意味著他不得不從頭開始採購幾乎所有計劃中的9,000棵樹。他的團隊甚至去尋找棄置的聖誕樹種植農場，而蘋果公司於莫哈韋沙漠的耶莫收購了一個。

### 歷史穀倉

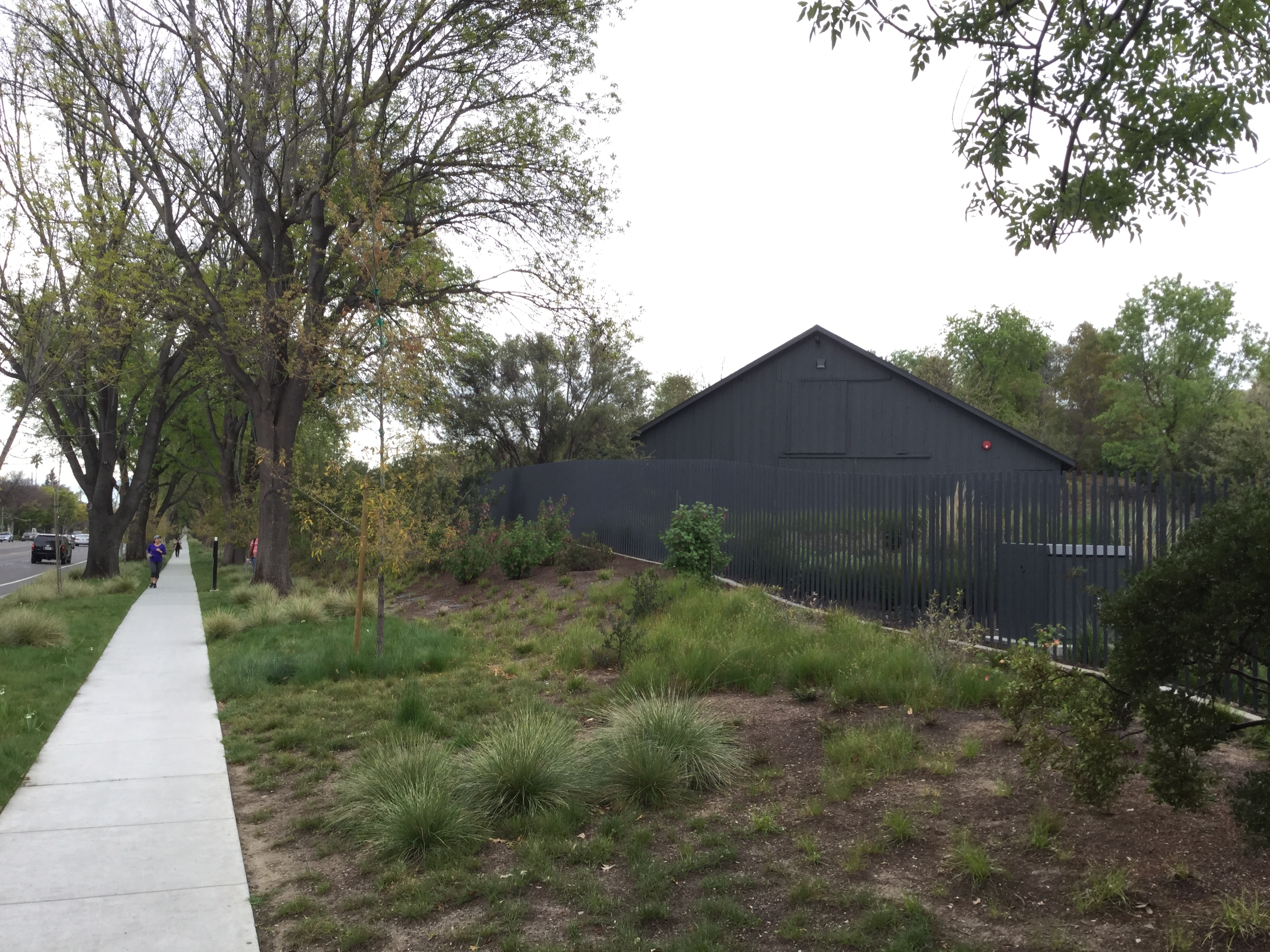
從蘋果園區旁邊的行人道上看到的格倫登寧穀倉。

蘋果公司為園區所購得的土地包括著一個由約翰·倫納德（John Leonard）於1916年使用紅木板建造的舊穀倉，倫納德與格倫登寧家族結婚，格倫登寧家族於1850年代從蘇格蘭移民至美國並在該地定居。蘋果公司購得該處房產後，他們與庫比蒂諾歷史協會和庫比蒂諾市之間就著穀倉的命運進行了討論。該城市對穀倉的興趣源於其在2004年宣佈為歷史遺址。
最終，蘋果公司同意把穀倉保留於該物業上，並用它作為「存放維護工具和其他景觀物料」。該穀倉於園區建設期間被拆除，然後在跟它原先不同的位置重新組裝。

### 內庭院
內部庭院佔地30英畝（12公頃），在人工池塘和咖啡店旁種滿了果樹。內裡有著幾個拱門的一個長方形場地在中央，從遠處看就像彩虹一樣。

## 批評
隨著蘋果公司尋求遷至擁有交通便利、單車和行人通道更方便的城市地區，園區的設計被稱為郊區辦公園區的「終極例子」。一個非盈利環保組織自然資源保護委員會的凱德·本菲爾德（Kaid Benfield）批評擬議的園區對現有城市蔓延作出的貢獻，具有依賴汽車的功能和浪費本可以用於經濟房屋的昂貴房地產。
2018年有消息稱，有兩名工人在走進大樓的透明玻璃牆和門時受傷並需要住院治療，總部也因此受到不利的關注。
蘋果公司因其新總部的奢侈以及其設計和建造的完美主義而受到一些批評。據報導，使用特殊木材作為建築材料是其30頁指南的主題。門把手的設計據報是為期一年半辯論的主題，在蘋果公司管理層批准之前涉及多次修訂。蘋果公司對定制標牌的渴望使公司跟聖克拉拉縣消防局產生了分歧，由於擔心在緊急情況下會危及安全，因此需要進行多輪談判。
由作者張秀春在她的著作《布羅托邦》一書中批評儘管蘋果園區表面上是服務於每個人的需求，然而它沒有為員工的孩子提供日間托管的設施。